# Pablo Córdoba
Pablo Córdoba Muro (Madrid, 24 de octubre de 1997), conocido como Pablo Córdoba, es un jugador de baloncesto español. Con 1 metro y 88 centímetros de estatura, juega en la posición de escolta en el Club Melilla Baloncesto de la Primera FEB española.

## Trayectoria
Nacido en Madrid y formado en las categorías inferiores Basket Villalba, en la temporada 2017-18 debuta en la Liga EBA de la mano del Estudiantes Lugo.
En la temporada 2018-19, firma por el Arcos Albacete de la Liga LEB Plata.
En la temporada 2019-20, firma por el Club Polideportivo La Roda de la Liga LEB Plata, en el que jugaría durante dos temporadas.
En la temporada 2021-22, firma con el Club Baloncesto Ciudad de Ponferrada de la Liga LEB Plata, en el que logró una media de 9,4 puntos, 3,2 rebotes, 2 asistencias, y 1,2 balones recuperados.
El 12 de agosto de 2022, firma por el Club Deportivo UDEA Baloncesto de la Liga LEB Plata.
En la temporada 2023-24, regresa al Club Baloncesto Ciudad de Ponferrada de la Liga LEB Plata, con el que disputó 27 partidos entre liga regular y play off, manteniéndose durante 25 minutos en la pista para firmar 12,5 puntos (45% en tiros de 2, en triples un 30% y en tiros libres un 67%) que, unidos a los 3,7 rebotes, 2,6 asistencias y 1,5 recuperaciones, le llevaron a los 10 créditos de valoración personal, siendo el tercer jugador más valorado del equipo.
El 6 de noviembre de 2024, firma por el Club Melilla Baloncesto de la Segunda FEB, con el que firmó 8 puntos por partido (50% en tiros de 2, en triples un 34,7% y en tiros libres un 73,2%), ayudando, además, con 3 rebotes, 1,8 asistencias y 1 recuperación para marcharse a los 8,4 créditos de valoración personal en los 18 minutos que se mantuvo sobre la pista, logrando el ascenso a Primera FEB.
El 26 de junio de 2025, renueva su contrato con el Club Melilla Baloncesto para disputar la Primera FEB.